# Monte Laurel
Il Monte Laurel (in lingua inglese Lauerl Mountain) è una montagna sita nella Sierra Nevada, in California, negli Stati Uniti. La vetta è ad una quota di 3602 m s.l.m.. La montagna rientra inoltre nel territorio della Foresta nazionale di Inyo ed è costituita principalmente da roccia metamorfica causata da un contatto con un plutone nel cretacico superiore.
Dalla vetta si possono ammirare anche i Mammoth Lakes.

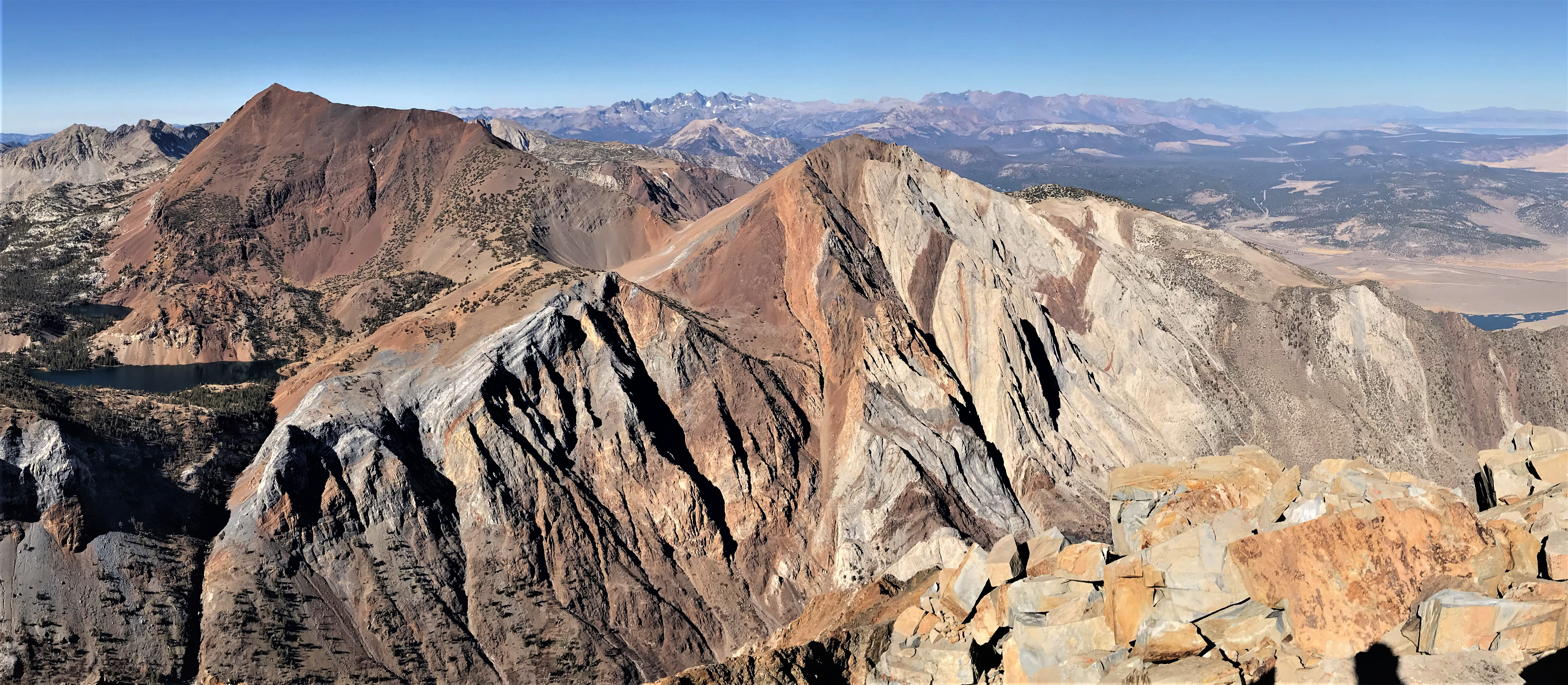
Il Monte Laurel al centro visto dal Monte Morrison